# Fuerte Carlos III
El Fuerte Carlos III fue un fuerte español del siglo XVIII ubicado en Écores Rouges de época de la Luisiana española, situado en el condado de Arkansas, Arkansas, EE. UU.
Su sitio arqueológico bajo el río Arkansas forma parte del Arkansas Post National Memorial. 

## Historia
Fue levantado en la ubicación de Écores Rouges del puesto de Arkansas en época de la Luisiana española, ante las intenciones de los británico de atacar esta región, en el contexto de la guerra de Independencia de los EE. UU. Su nombre se debe al rey Carlos III y su construcción terminó 11 de julio de 1781.
Su primer capitán fue Balthazer De Villiers. Este fuerte contaba con una empalizada de madera, bastiones, troneras y edificios para almacén, cuarteles para la guarnición y residencia de oficiales, además, de polvorín y almacén de munición. En abril de 1782 Luis de Villars sucedió a De Villiers, aquejado de una enfermedad. Sin embargo, y pese a las órdenes del gobernador Esteban Rodríguez Miró, De Villiers permaneció en el fuerte subordinado a de Villars. En enero de 1783 fue relevado por Jacobo du Breuil, quien ordenó la construcción de un nuevo baluarte.
En abril de 1783 el puesto de Arkansas fue atacado por milicianos británicos de las Trece Colonias. El ataque se saldó con victoria española.
La erosión fluvial y las inundaciones comenzaron a dañar irreversiblemente el fuerte a finales de la década de 1780. En 1790 fuerte fue finalmente desmantelado por orden del capitán Ignacio Delinó y su guarnición trasladada en 1791 al fuerte San Esteban (renombrado más tarde como fuerte Madison) que se construyó casi un kilómetro tierra adentro. Para febrero de 1793 el antiguo fuerte Carlos III estaba completamente hundido en el río Arkansas.

## Descripción
En la actualidad, los restos del fuerte se encuentran inundados bajo el lago Post Bend y el canal del Puesto de Arkansas (Arkansas Post Canal).
  

El comandante del puesto, el capitán Balthazer de Villiers, describió la empalizada como compuesta de:
... estacas de roble rojo de trece pies de alto, con diámetros de 10 a 15 o 16 pulgadas, partidas en dos y reforzadas por dentro por estacas similares hasta una altura de seis pies y un banqueta de dos pies.
El capitán de Villiers también escribió que la empalizada encerraba todo
lugares necesarios, incluida una casa de 45 pies de largo y 15 pies de ancho, y un almacén, ambos sirviendo para alojar a mis tropas, y alrededor de varios edificios más pequeños.
Además, el fuerte constaba de dos puertas en lados opuestos y dos bastiones en ángulos opuestos del fuerte, cada uno montado con 3 1⁄2Cañones de latón  pulgadas. En la empalizada se hicieron troneras, cubiertas con paneles deslizantes antibalas, para los cañones y las armas giratorias.